# Angka
Angka is een geslacht van spinnen uit de familie Cyrtaucheniidae.

## Soorten
Het geslacht kent de volgende soort:
- Angka hexops Raven & Schwendinger, 1995